# Rodina al-Asadových

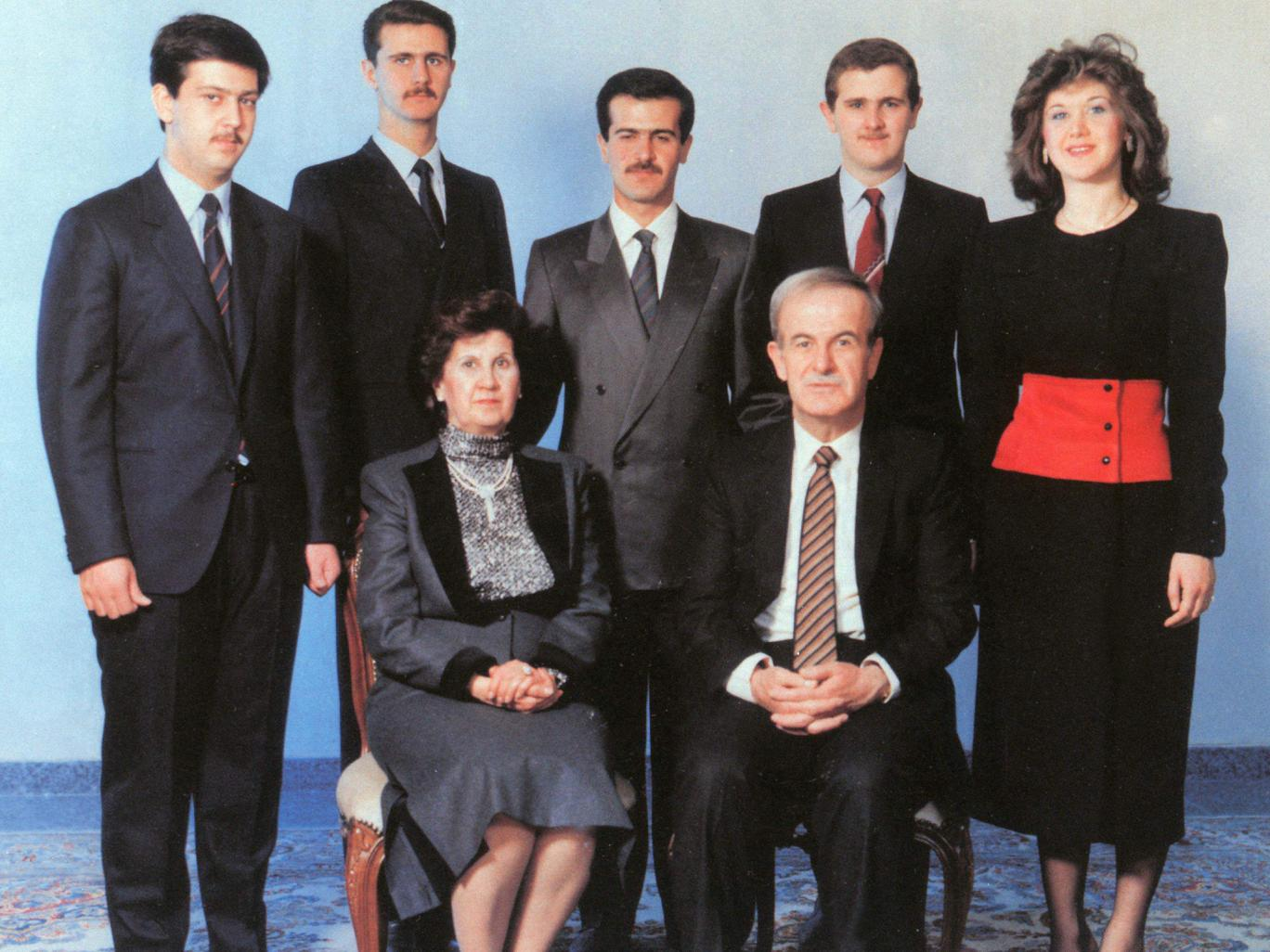
Rodina al-Asadových okolo roku 1993. Vpředu: Háfiz a jeho žena Anísa. Vzadu zleva doprava: Máhir, Bašár, Básil, Mádžid a Bušrá.

Rodina al-Asadových (arabsky عَائِلَة الْأَسَد‎, ajla al-Asad), známá také jako dynastie Asadových, je syrská politická rodina, která vládla Sýrii od roku 1971, kdy se Háfiz al-Asad stal prezidentem, až do sesazení Bašára al-Asada v prosinci 2024. Po smrti Háfize al-Asad v červnu 2000 nastoupil na jeho místo jeho syn Bašár al-Asad. Politologové charakterizují rodinnou formu vlády jako diktaturu.
Al-Asadovi pocházejí z Qardáhy v guvernorátu Latákie. Patří ke kmeni Kalbíja. Historie příjmení al-Asad sahá do roku 1927, kdy si Alí Sulajmán změnil příjmení na al-Asad, což arabsky znamená „lev“. Všichni členové rozvětvené rodiny vzešli z Alího Sulajmána a jeho druhé manželky Naisy, která pocházela z vesnice v Syrských pobřežních horách.
Odpor proti rodinné vládě vyústil v syrskou občanskou válku, která začala 15. března 2011. Dne 8. prosince 2024 Bašár al-Asad uprchl z Damašku, což znamenalo konec vlády al-Asadových v Sýrii. Syrský předseda vlády prohlásil, že nemá informace o tom, kde se al-Asad nachází.

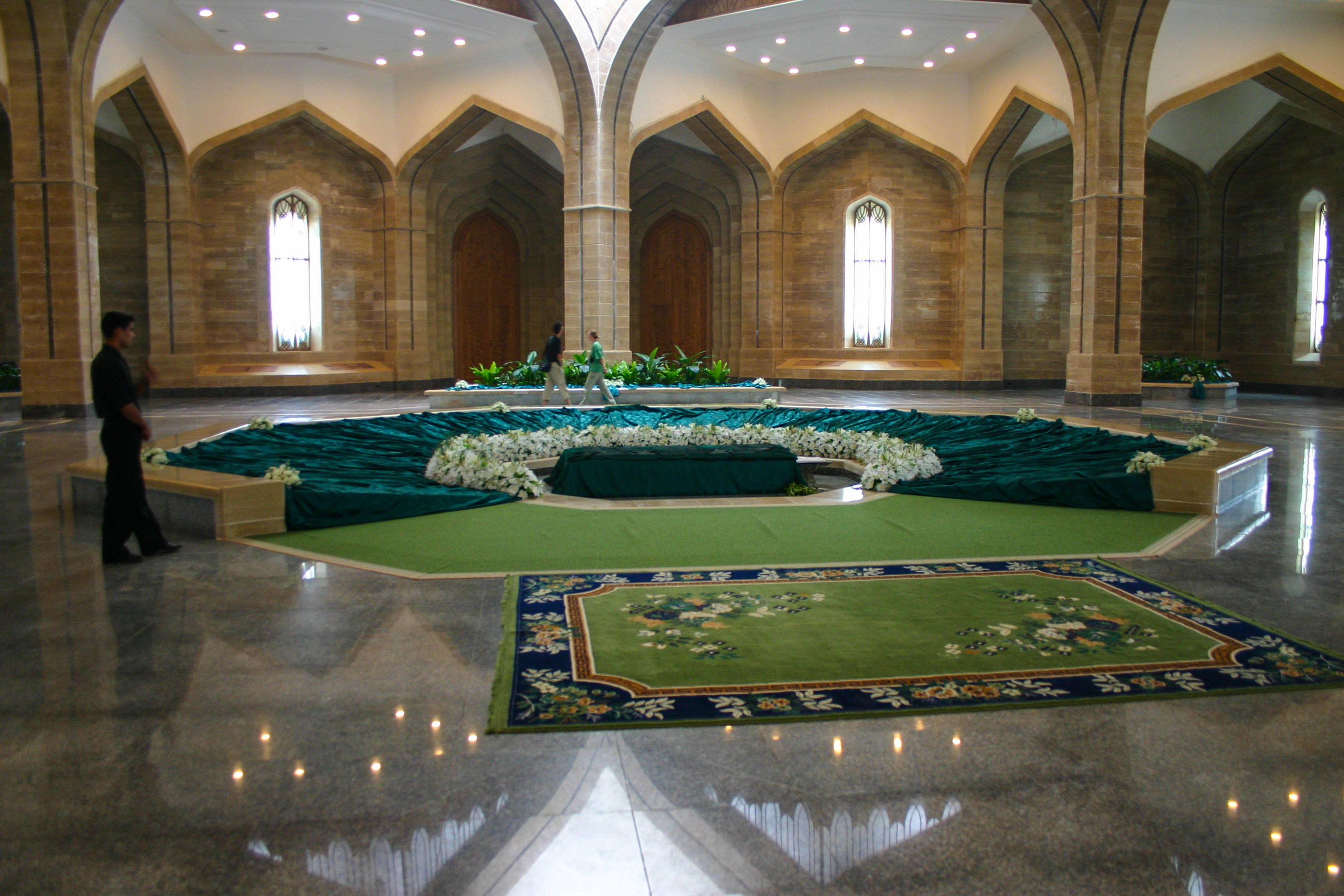
Mauzoleum v roce 2005

Háfiz Asad byl pohřben v rodném městě v guvernorátu Latákie. Spolu s ním byla pohřbena jeho manželka Anísa a syn Básil. Po svržení režimu vtrhli 11. prosince 2024 do mauzolea neznámí ozbrojenci mávající vlajkou opozičních sil, kteří hrob zapálili, ostatky zneuctili.

## Rodina Háfize al-Asada
- Háfiz al-Asad (1930–2000), v letech 1971–2000 byl 18. prezidentem Sýrie.
- Anísa Machlúf (1930–2016), první dáma z titulu manželky prezidenta.[19]
  - Bušrá al-Asad, zemřela jako kojenec před rokem 1960.[20]
  - Bušrá al-Asad (* 1960), nejstarší dítě a jediná dcera, pracuje jako lékárnice.[21]
  - Básil al-Asad (1962–1994), nejstarší syn, původní kandidát na post prezidenta.[22]
  - Bašár al-Asad (* 1965), druhý syn, v letech 2000–2024 byl 19. prezidentem Sýrie. Spolu se svou manželkou Asmou al-Asad byl považován za jednoho z „hlavních ekonomických hráčů“ v Sýrii.[23] Ovládal velkou část syrského bankovnictví, telekomunikace a obchod s nemovitostmi.[24]
  - Mádžid al-Asad (1966–2009), třetí syn, pracoval jako elektroinženýr.
  - Máhir al-Asad (* 1967), čtvrtý syn, působil jako velitel Republikánské gardy. Je považován za nejbezohlednějšího z rodiny.[25]